# Dipoena anahuas
Espèce
Dipoena anahuas est une espèce d'araignées aranéomorphes de la famille des Theridiidae.

## Distribution
Cette espèce est endémique du Nuevo León au Mexique,.

## Description
La femelle holotype mesure 1,5 mm.

## Étymologie
Son nom d'espèce lui a été donné en référence au lieu de sa découverte, Las Anahuas.

## Publication originale
- Levi, 1963 : American spiders of the genera Audifia, Euryopis and Dipoena (Araneae: Theridiidae). Bulletin of the Museum of Comparative Zoology, vol. 129, no 2, p. 121-185 (texte intégral).